# Saint-Germain-de-Calberte

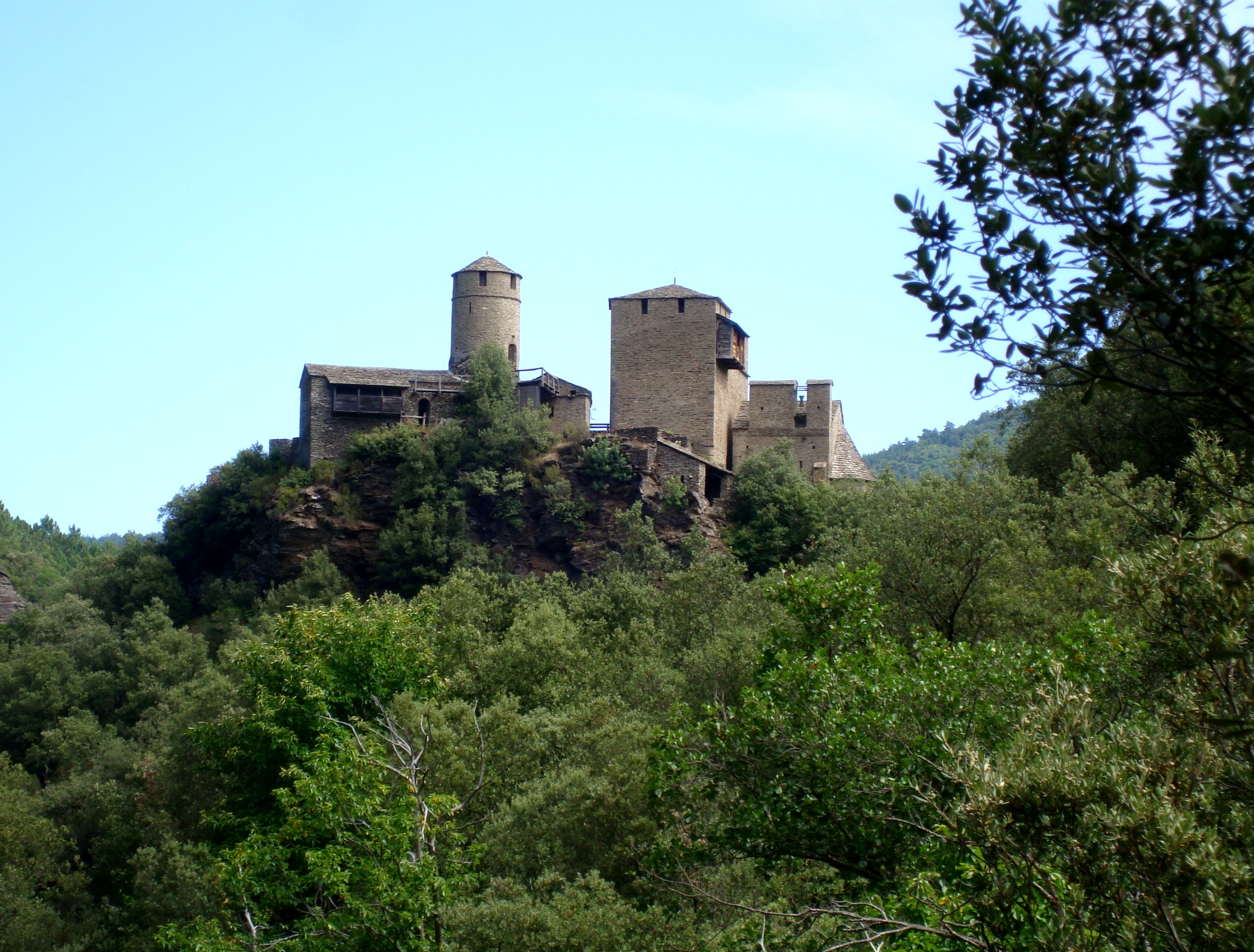
Zamek Calberte, 2009

Saint-Germain-de-Calberte – miejscowość i gmina we Francji, w regionie Oksytania, w departamencie Lozère.
Według danych na rok 1990 gminę zamieszkiwało 478 osób, a gęstość zaludnienia wynosiła 12 osób/km² (wśród 1545 gmin Langwedocji-Roussillon Saint-Germain-de-Calberte plasuje się na 526. miejscu pod względem liczby ludności, natomiast pod względem powierzchni na miejscu 98.).

## Populacja

Populacja Saint-Germain-de-Calberte w latach 1962–2008